# The Killer Instinct
The Killer Instinct — второй студийный альбом рок-группы Black Star Riders, выпущенный в 2015 году.

## Об альбоме
Первоначально продюсером альбома хотел выступить Джо Эллиот из Def Leppard (ранее продюсировавший сольные альбомы Уорвика, а также работавший с Горэмом над каталогом Thin Lizzy), но к августу 2014 года он выбыл из проекта из-за занятости в Def Leppard. В июне 2014 года Марко Мендосу на басу сменил Робби Крэйн. Гитарист Деймон Джонсон отметил работу продюсера альбома Ника Рэскаленикса: «Он внимательно прошёл по всем песням вместе с группой и убедился, что мы достаточно сфокусированы на материале, чтобы наилучшим образом представить Black Star Riders в 2015 году.»
Уорвик прокомментировал название альбома так: «Жизнь нечестна. Не была и не будет. Иногда вам приходится жить с инстинктом убийцы просто чтобы выжить в стремлении к счастью. Никто не будет делать за тебя то, что тебе самому следует делать для себя.»
Рецензент Classic Rock оценил альбом в 9 звёзд из 10, отмечая грамотное присутствие «призраков прошлого», эффектную гитарную работу Горэма и Джонсона, блестящую работу Рэскаленикса, и посчитал, что на The Killer Instinct группа «начала писать свою собственную историю»:
Невозможно слушать кельтские мелодии великолепной «Soldierstown», не вспоминая «Black Rose», «Emerald» и покойного Гэри Мура, или выразительные строчки Рики Уорвика в заглавном треке, не ощущая направляющую руку Лайнотта — но преобладающее впечатление заключается в том, что группа приобрела новое лицо. <..> Альбом прекрасно звучал бы из джукбокса в самом крутом пабе города, а BSR при этом всерьёз заявляют о себе как об одной из самых энергичных и жизнеспособных команд классического рока.

## Список композиций
| №   | Название               | Автор(ы)                                   | Длительность |
| --- | ---------------------- | ------------------------------------------ | ------------ |
| 1.  | «The Killer Instinct»  | Уорвик, Джонсон                            | 3:32         |
| 2.  | «Bullet Blues»         | Уорвик, Джонсон                            | 4:54         |
| 3.  | «Finest Hour»          | Уорвик, Джонсон                            | 3:56         |
| 4.  | «Soldierstown»         | Уорвик, Сэм Робинсон, Скотт Горэм, Джонсон | 4:50         |
| 5.  | «Charlie I Gotta Go»   | Уорвик, Джонсон                            | 4:14         |
| 6.  | «Blindsided»           | Уорвик, Джонсон                            | 6:00         |
| 7.  | «Through the Motions»  | Уорвик, Джонсон                            | 3:47         |
| 8.  | «Sex, Guns & Gasoline» | Уорвик, Горэм, Джонсон                     | 4:00         |
| 9.  | «Turn In Your Arms»    | Уорвик, Джонсон                            | 3:50         |
| 10. | «You Little Liar»      | Уорвик, Джонсон                            | 7:08         |

| №                   | Название                         | Автор(ы)            | Длительность |
| ------------------- | -------------------------------- | ------------------- | ------------ |
| 1.                  | «Gabrielle»                      | Уорвик, Джонсон     | 3:22         |
| 2.                  | «The Reckoning Day»              | Уорвик, Джонсон     | 3:38         |
| 3.                  | «The Killer Instinct» (акустика) | Уорвик, Джонсон     | 3:19         |
| 4.                  | «Blindsided» (акустика)          | Уорвик, Джонсон     | 5:15         |
| 5.                  | «Charlie I Gotta Go» (акустика)  | Уорвик, Джонсон     | 4:06         |
| 6.                  | «Finest Hour» (акустика)         | Уорвик, Джонсон     | 3:44         |
| Общая длительность: | Общая длительность:              | Общая длительность: | 23:25        |

## Позиции в чартах
| Чарт (2015)                      | Наив. позиция |
| -------------------------------- | ------------- |
| Германия (Offizielle Top 100)    | 23            |
| Ирландия (IRMA)                  | 29            |
| Швеция (Sverigetopplistan)       | 29            |
| Швейцария (Schweizer Hitparade)  | 39            |
| Великобритания (UK Albums Chart) | 13            |

## Участники записи
- Рики Уорвик — вокал, гитара
- Скотт Горэм — лид-гитара, ритм-гитара
- Деймон Джонсон — лид-гитара, ритм-гитара, лэп-стил-гитара в «Finest Hour» и «The Reckoning Day»
- Робби Крэйн — бас-гитара
- Джимми Деграссо — ударные, перкуссия

а также
- Ник Рэскаленикс — меллотрон, педали Тауруса в «Blindsided» и «You Little Liar»
- Марк Твэйт — струнные в «Blindsided» (акустика)